# آل فائز
آل فائز هي أقدم عائلة علوية في كربلاء، والتي سكنوها، وحكموها في بعض الفترات، وتولوا حراسة الأماكن المقدسة فيها، منذ عام 861 م.
وهم من نسل إبراهيم المجاب، حفيد الإمام الشيعي السابع موسى الكاظم في القرن التاسع. ويُعتبر جدهم الذي يحمل نفس الاسم هو محمد أبو الفايز، الحفيد الثاني عشر للموجب. وفي كربلاء، تتمتع العائلة بمكانة عالية حيث حافظوا على سلطة النقابة (الإشراف) على سادة كربلاء والسيادة (الوصاية) على الأماكن المقدسة في كربلاء عدة مرات على مدى فترات مختلفة.
وقد انقسمَت العائلة حاليًّا إلى عائلات آل طعمة، وآل نصر الله، وآل ضياء الدين، وآل تاجر، وآل عوج، وآل سيد أمين.

## التاريخ

### هجرة العلويين في كربلاء
عاش العلويون أيامًا سيئة في عهد المتوكل، ولكن بعد مقتله في عام 861 م، وجد العلويون السلام في عهد ابنه المنتصر، الذي ساعد في الحفاظ على سلامتهم وحمايتهم. أول علوي معروف استقر في كربلاء هو إبراهيم المجاب بن محمد العابد بن موسى الكاظم، المعروف أيضًا باسم تاج الدين إبراهيم المجاب.

### السيادة والنقابة
وبعد استقرار العلويين تولى المجاب مسؤولية الحرمين الشريفين، ومن خلال ذلك أصبح يُعرف بصاحب الروضات، أي رئيس المرقدين الشريفين الحسين والعباس، والمعروف لاحقًا أيضًا بالسادن.
انتقل هذا اللقب من المجاب إلى ابنه الأكبر محمد الملقب بالحائري، حيث عاشوا في الحائر (اسم آخر لكربلاء)، في عام 913. ثم استمر هذا الأمر في الانتقال إلى الأسفل على النحو التالي:
- أحمد أبو الطيب (962–995) [10]
- علي المجثور (995–1029) [11]
- أحمد الحائري (1029–1068) [12]
- إبراهيم الحائري (1068–1097) [13]
- وبعد إبراهيم تولى السيد من ذرية علي زين العابدين السادة، ثم شخصيات عديدة مختلفة، حتى عادت إلى ذرية المجاب مع محمد أبو الفايز سنة 1259م.[14]

في أواخر القرن العاشر، أُنشئ منصب نقيب الأشراف الرسمي (نقيب أحفاد محمد)، أي رئيس أو مشرف أحفاد النبي محمد، والذي يعرف بالنقابة، في كربلاء، في العصر البويهي. كان محمد الحسيني من نسل زين العابدين، تولى النقابة وأصبح النقيب الأول للحائر. بعد الحسيني، تولى شرف الدين أحمد، من نسل المجاب، منصب النقيب في حوالي. 985. ثم تولى الحكم ابنه إبراهيم الحائري سنة 1001م، ثم لما توفي سنة 1049م انتقلت إلى سادة آخرين، حتى عادت إلى محمد أبو الفايز سنة 1259م.
ومن الجدير بالذكر أيضًا أن النقابو والسيادة ومسؤولية المرقدين في كربلاء قد اندمجوا في بعض الأوقات، فكان من يحمل النقابة يكون السيد المسؤول أيضًا عن الحرمين الشريفين.

### العداء القبلي
بحلول عام 1317، بدأت دولة الإيلخانات في التفكك. وأدى هذا إلى ترك منطقة الفرات دون حكومة مستقرة. ثم انقسمت كربلاء إلى فرقتين: آل فائز وآل زهيق. وقبيلة فايز من ذرية محمد العابد بن موسى الكاظم، وقبيلة زهايك من ذرية إبراهيم الأصغر بن موسى الكاظم. وشهدت المدينة نزاعًا دام قرابة نصف قرن من الزمان. وقد شهد الرحالة المغربي الشهير ابن بطوطة الاضطرابات عندما زار كربلاء عام 1326م.
والفائز أقدم في الإقامة بكربلاء، إذ انتقل إبراهيم المجاب إلى كربلاء سنة 861 في عهد المنتصر. وتشكلت من آل الموجب فروع عديدة، إلا أن محمد أبو الفائز هو الذي برز فيما بعد وأصبح نقيبهم في كربلاء. ويجب علينا أن نفهم أيضًا أن العداء بدأ في أواخر حياة أبي الفايز، مما يعني أن قبيلته لم تكن تتكون فقط من نسله، بل كان قد وحد جميع أبناء عمومته تحت اسمه.
وأما آل زهيق، فهم ينسبون إلى جدهم يحيى زهيق ، حفيد عبد الله الحائري، نقيب الطالبيين الذين انتقلوا إلى كربلاء في أوائل القرن الحادي عشر. وكان كل أحفاد الأصغر قد اتحدوا تحت اسم ابن عمهم زيك. وتعرف عائلة الزهيك اليوم بعائلات آل ثابت، وآل دراج (النقيب فيما بعد)، وآل وهب. وكانت عائلتا آل إشايكر وآل جلخان من أبناء عمومة آل زهيك، واتخذتا اسمهما أيضًا.
وكان الفايز يعتقد أن نقابة كربلاء كانت لهم لأنهم كانوا أكبر عائلة مقيمة فيها، بينما كان الزهيق يعتقد أنها كانت لهم لأنهم كانوا يحملون سابقًا نقابة الطالبيين في العراق.
ونتيجة للفوضى المستمرة نتيجة للخلاف، فضلًا عن زعزعة استقرار الحكومة المركزية، ادعت قبيلة تدعى آل مهنا أنها تريد إنهاء الاضطرابات واستخدمت هذا العذر لغزو كربلاء في عام 1355. سيطروا بشكل كامل على المدينة والأماكن المقدسة . أعلن شهاب الدين المهنا نفسه نقيبًا للحائريين. وعندما أدرك آل فايز وآل زهيك ما حدث، قررا وضع خلافاتهما جانبًا، والتوحد، والثورة على قبيلة المهنا الغازية. وبفضل تمردهم تمكنوا من إخراج النقيب ونفيه وقبيلته خارج المدينة. ثم تحالفت القبيلتان وقررتا تقاسم الأدوار بينهما، فأصبح محمد شرف الدين حفيد أبي الفايز واليًا على كربلاء سيد الروضات، وأبو القاسم محمد بن يحيى زهيك أصبح نقيبًا. كما تزوجت القبيلتان من بعضهما البعض لإزالة الخلاف المستقبلي.

### اللباس
في القرن التاسع، كان العلويون في كربلاء يرتدون الملابس العربية التقليدية (العمامة والثوب والبشت) التي كانت تأتي بألوان مختلفة، على الرغم من أن اللون الأخضر كان اللون الأكثر شيوعًا. وفي وقت لاحق من عام 1372، أدخل السلطان شعبان نوعًا من النبلاء مع امتياز ارتداء العمائم الخضراء للعلويين؛ وتمييزهم عن رمز العباسيين الأسود.
مع ازدياد شعبية الطربوش في القرن التاسع عشر، في العراق العثماني، استورد ناصر نصر الله الطرابيش من فيينا، وصوف الشال الأخضر من إنجلترا، وصنع ما يعرف الآن بالكشيدة (طربوش ملفوف حوله وشاح أخضر). أصبحت الكشيدة مع الجبة (معطف طويل بأكمام، يشبه الثوب ولكن بدون أزرار) هي قواعد اللباس الخاصة بالفائزيين، والتي اُعتمدَت بعد ذلك وحُولَت إلى الزي الرسمي للسادن ومن يخدمون مرقد الحسين والعباس، وسرعان ما انتشر إلى بقية مدن العراق المقدسة.
تختلف الكشيدة قليلًا بين كربلاء والمدن الأخرى. وفي كربلاء يكون الوشاح الأخضر الملفوف أطول بكثير ويشكل نصف الطربوش، وهو ملفوف بطريقة متداخلة مما يجعل الجهة الأمامية مميزة. أما في النجف فاللفافة أقصر ولكن يوجد تداخل أما في سامراء فهي أقصر بكثير ولا يوجد تداخل في اللفافة مما يشكل خطًّا متسقًا.

## الشخصيات
ومن الجدير بالذكر أن شخصيات آل الفايز البارزة كان يضاف إلى اسمهم اسم الحسيني (من نسل الحسين) حتى القرن السادس عشر. ثم تغير هذا إلى الموسوي (أحفاد موسى) في القرون التالية.

### محمد أبو الفايز
هو:
محمد أبو الفائز بن أبي الحسن علي بن أحمد جلال الدين بن أبي جعفر محمد بن أبي جعفر محمد بن أبي جعفر نجم الدين الأسود بن أبي جعفر محمد بن علي الغريق بن محمد الخير بن أبو الحسن علي المجثور بن أبو الطيب أحمد بن محمد الحائري بن إبراهيم المجاب بن محمد العابد بن موسى الكاظم.
وهو جد عائلات طعمة ونصر الله وضياء الدين وتاجر وأوج والسيد أمين. ويقال إنه كان رجلًا شجاعًا ونبيلًا، وكان يتبعه أغلب سكان المدينة. وهو الذي جمع كل فروع بني الموجب المقيمين في كربلاء تحت اسمه. كان أبو الفائز يمتلك أراضي واسعة في كربلاء والشفاذة. في عام 1259، في عهد هولاكو، أصبح نقيبًا وحاكمًا لكربلاء، بناءً على أمر المحقق الحلي. توفي في حوالي عام 1317 م.

### أحمد شمس الدين الفايزي
كان ابن أبي الفايز. عُيّن وزيرًا لرأس العين (عين التمر) سنة 1334م حتى وفاته سنة 1349م.

### محمد شرف الدين الفايزي
كان ابن أحمد شمس الدين. بعد نفي قبيلة المهنا في الثلث الأخير من القرن الرابع عشر، أصبح محمد حاكمًا لكربلاء. في عام 1393، عندما هزمت قوات تيمورلنك، بقيادة ابنه ميران شاه، أحمد جلاير، دخلوا كربلاء، حيث التقوا بنبلائها، وعلى رأسهم محمد الذي كان يحكم المدينة. قبل الغزو التيموري بقليل، وبعد وفاة السادن الشيخ علي الخازن، رأى ميران أن الأنسب لقيادة السادة هو محمد، فعينه سادن (أي مسؤول مرقدي الحسين والعباس)، سنة 1393م.
وفي عام 1412م، تصاعدت التوترات بين القبائل العلوية وغير العلوية فيما يتعلق بأمور الأضرحة. ولهذا السبب شكل محمد عددًا من المجموعات، كل منها تمثل قبيلة، وعين سركشكًا (وزيرًا رئيسًا) لقيادة كل مجموعة.

### توما الأول كمال الدين الفايزي
هو ابن أحمد الثالث أبو طُرُاس، ابن يحيى ضياء الدين، ابن محمد شرف الدين. في عام 1423 تولى توما الأول نقابة أشراف كربلاء، وكذلك نقابة أشراف ضريحي الحسين والعباس بناء على أمر حاكم بغداد، شاه محمد، من قبيلة الخراف السوداء (قره قويونلو) التركمانية. توفي توما في عام 1442.

### شرف الدين الفايزي
كان ابن توما الأول. تولى شرف الدين النقاب والصيدنة بعد والده، وتوفي عام 1442، في عهد مملكة الخراف السوداء، واستمر في ذلك في عهد مملكة الخراف البيضاء (آق قوينلو). وقد نقل النقاب والصيدنة إلى ابنه يحيى في عام 1493. توفي سنة 1500. يذكر المؤرخ العراقي الدكتور عماد رؤوف في كتابه "الأسرار الحاكمة" أنه يحتفظ بوثيقة تحمل اسم شرف الدين واسم السلطان يعقوب، مؤرخة سنة 1455.

### يحيى الفايزي
كان ابن شرف الدين. وفي عام 1493، تولى يحيى مسؤولية النقابة والمرقدين بعد والده. توفي سنة 1536.

### تاج الدين الفايزي
كان ابن تومة الأول. بعد وفاة ابن أخيه يحيى في عام 1536، تولى تاج الدين مسؤولية النقابة والصيدنة. كان النقيب والسادن (المسؤول عن المرقدين) حتى وفاته في عام 1556.

### علم الدين الفايزي
هو ابن تومة الثاني ابن شرف الدين. وفي سنة 1573 أصدر الباب العالي فرمانًا بتعيين علم الدين وزيرًا للأوقاف الخيرية في كربلاء. وفي تشرين الثاني 1589، وقّع على توكيل رسمي على جميع ممتلكاته لابنه جميل، وشهد على الوثيقة محمد علي الإشايكر وأربعة نبلاء آخرين. توفي سنة 1598 م.

### نصر الله الفايزي
هو ابن الحسين بن علي بن يونس بن جميل بن علم الدين. كان نصر الله فقيهًا كبيرًا، ومدرسًا، وشاعرًا، ومؤلفًا، ومؤرخًا. كان هو رب عائلة نصر الله.

### مهدي الفايزي
هو ابن الحسن بن منصور بن ناصر الدين بن يونس بن جميل بن علم الدين. كان مسؤولًا لمرقد الحسين في عام 1752، حتى وفاته في عام 1790.

### محمد علي أبو ريدين الفايزي
هو ابن محمد موسى، ابن درويش، ابن شرف الدين الثالث، ابن عباس، ابن هاشم، ابن محمد، ابن شرف الدين (النقيب والسادن). وكان اسمه أبو ريدين حيث كان يرتدي ثوبًا فريدًا يشبه الرداء، يشبه الثوب الذي يرتديه الفرسان والقادة. عندما تخلى محمد علي طعمة عن السادن (مسؤولية المرقدين) ليصبح نائب حاكم كربلاء في عام 1821، عُين أبو ريدين مسؤولًا عنهم. وفي ضريح الحسين، أُنشئ بناء على أمر حميه النقيب حسين دراج النقيب. ولكن عندما عاد والي بغداد داود باشا من الحرب العثمانية الفارسية، استبدل أبو ريدان بوهاب طعمة سنة 1823 م. وكان لأبي ريدين دور كبير في معركة مناخور سنة 1826م، وبسبب انتصار الكربلائيين على العثمانيين أعيد إلى منصبه في آب 1826م. توفي في عام 1829.

## آل طعمة
آل طعمة متفرعون من طعمة الثالث الفايزي. وهم يملكون المقاطعة الشهيرة فدان السادة التي أوقفها تومة الثالث على ذريته في 26 أيلول 1616م، بعد أن منحها له الشيخ أحمد النحوي. ومن الجدير بالذكر أن هذا الوقف خيري، أي مخصص لغرض خيري منذ إنشائه، وليس لمصلحة ذريته. تولت العائلة رعاية مرقد الحسين مرارًا طيلة القرون الأربعة الماضية. وهي حاليًّا من أكبر العائلات العلوية في كربلاء. تفرعت العائلة إلى خمس عشائر:
- الوهاب
- المصطفى (ومن هذه العشيرة تفرعت آل قطب وآل فتح الله وآل أرزق)
- الدرويش (من هذه العشيرة تفرعت القليدار والسرخدمه والرزخان)
- آل محمد (من هذه العشيرة تفرعت آل شروفي وآل خمجة)
- الجواد

### الأعضاء البارزين
- خليفة بن نعمت الله (توفي 1697) كان حفيد طُما الثالث، وأصبح أول من ذرية طُما الثالث يتولى النيابة عن كربلاء، وذلك في عام 1680. أما حفيده عباس فقد تولى النيابة أيضاً في عام 1773، لكنه توفي بعد شهرين فقط.[55][56]
- محمد بن جعفر كان السادن لضريح العباس من عام 1834 حتى 1838.[57]
- وهاب بن محمد علي (1801–1846) كان حاكماً لكربلاء وسادن ضريح الحسين من عام 1823 حتى 1826، ثم أعيد تعيينه من عام 1831 حتى 1842. كما كان سادن ضريح العباس من 1826 حتى 1829. توفي نتيجة وباء الطاعون الذي اجتاح العراق في 29 أغسطس 1846.
- جواد الكليدار بن حسن (توفي 1891) كان سادن ضريح الحسين من عام 1875 حتى وفاته في 1891. واتبعت ذريته كنية الكليدار (حامل المفتاح) كاسم عائلي، وهم معروفون باسم الكليدار أو الكليدار طُما.
- علي بن جواد الكليدار (توفي 1900) كان سادن ضريح الحسين من عام 1891 حتى وفاته في 1900.[58]
- محمد حسن بن كاظم (1864–1945) كان عالماً دينياً وخطيباً بارزاً، وقائداً في ثورة العراق عام 1920، وهو أول من رفع العلم العربي (العراقي) فوق مركز كربلاء المدني، ما أدى إلى اعتقاله من قبل البريطانيين، وتم الإفراج عنه بوساطة أحد كبار العلماء. توفي أثناء أداءه زيارةً إلى الإمام الرضا في مشهد عام 1945، وأعيد دفنه في كربلاء.[59]
- عبد الحسين بن علي الكليدار (1881–1961) كان سادن ضريح الحسين منذ عام 1900، ثم تنازل عنه لابنه عبد الصالح في عام 1927. كان أيضاً مؤلفاً لعدد من الكتب، منها "بغية النبلاء في تاريخ كربلاء" و"نشأة الأديان السماوية".[60]
- الدكتور عبد الجواد بن علي الكليدار (1892–1959) كان طبيباً في التاريخ الإسلامي، وكتب عدة مؤلفات عن تاريخ كربلاء، منها "تاريخ كربلاء" و"حائر الحسين". أسس صحيفة الأحرار في ثلاثينيات القرن العشرين.[61]
- عبد الرزاق الوهاب آل طعمة (1895–1958) كان كاتباً وناشراً متميزاً، اشتهر بكتابه المكون من ثلاثة أجزاء "كربلاء في التاريخ".
- عبد الصالح عبد الحسين الكليدار آل طعمة (1911–2005) كان سادن ضريح الحسين من عام 1930 حتى تقاعده عام 1981.
- محمد حسن بن مصطفى الكليدار (1913–1995) كان مؤلفاً مشهوراً، وأشهر مؤلفاته "مدينة الحسين" التي تسرد تفاصيل كثيرة عن تاريخ كربلاء في عدة مجلدات. كان من دعاة حقوق المرأة وكتب سلسلة مقالات تحت عنوان "ضرورة تحرير المرأة وفق الإسلام".[62]
- الدكتور صالح بن جواد (ولد 1929) هو دكتور في الأدب العربي والمقارن، وأستاذ فخري في لغات وثقافات شرق آسيا في جامعة إنديانا، وله ارتباط بها منذ 1964.[63][64]
- الدكتور سلمان بن هادي (ولد 1935) كاتب وشاعر معروف، تخرج من كلية التربية بجامعة بغداد، وله العديد من الكتب البارزة في تاريخ وثقافة كربلاء وشخصياتها.[65][66]
- الدكتور عدنان بن جواد (ولد 1941) دكتور في اللغة، وأستاذ في جامعة فيليبس ماربورغ، وله مؤلفات كثيرة عن الخط العربي والمخطوطات الدينية.[67][68]
- عادل بن عبد الصالح الكليدار (ولد 1942) كان سادن ضريح الحسين من 1981 حتى 1991، وكان يدرس الدكتوراه في القاهرة عام 1979 لكنه ترك الدراسة للقيام بواجبه كسادن بناء على طلب والده.[69]
- الدكتور مصطفى بن صادق أستاذ مشارك في الطب السريري في جامعة كولومبيا البريطانية، وطبيب قلب متخصص بفشل القلب وزراعة القلب في مستشفى سانت بول[الإنجليزية] في فانكوفر. أكمل تدريبه في الطب الباطني والقلب في جامعة ألبرتا وزمالة زراعة القلب في كليفلاند كلينك، وحصل على ماجستير في علم الأوبئة السريرية من جامعة هارفارد. يدير وحدة العناية المركزة القلبية في مستشفى سانت بول في فانكوفر.[70]
- الدكتور حسين بن علي الكليدار طبيب أمراض صدرية في وودستاون، مرتبط بعدة مستشفيات في المنطقة، منها مستشفى كوبر الجامعي ومستشفى سالم الطبي[الإنجليزية]. حصل على شهادة الطب من كلية الطب في جامعة بغداد ويمارس الطب لأكثر من 20 عاماً.[71]

## آل نصر الله
آل نصر الله متفرعون من نصر الله الفايزي. وهم يمتلكون أراضي واسعة في عين التمر وكربلاء. وكان جدهم يونس الفايزي برع في التجارة، وتمكن من شراء مقاطعة مال يونس التي كانت تمتد من حدود أربع نهران إلى الجية إلى أم العقاريق في باب السلالمة. وأوقف مقاطعته على ذريته ليستفيدوا منها. وكانت هذه العائلة في وقت ما مسؤولة عن رعاية مرقد الحسين والعباس، وهي العائلة العلوية الوحيدة التي كان لها الحق في الخدمة في كلا المرقدين. وهي أيضًا العائلة العلوية الوحيدة التي لديها ثلاثة مقابر مخصصة في مرقد الحسين، الأول خلف قبر إبراهيم المجاب، مقابل المقبرة القاجارية الملكية، والثاني بجانب المقبرة القاتلة (المكان الذي ذبح فيه الحسين)، والثالث بالقرب من قبر أصحاب الحسين. وهي أيضًا من أكبر العائلات العلوية في كربلاء. تفرعت العائلة إلى خمس عشائر:
- المحمد
- الأحمد
- الطويل
- الصالح
- المحمد علي

### الأعضاء البارزين
- جواد بن كاظم (توفي 1808) كان سادن ضريح الحسين بعد واقعة نهب كربلاء سنة 1802، واستمر في منصبه حتى وفاته عام 1808.[80]
- علي الطويل بن جواد (توفي 1851) تولّى سدنة ضريح الحسين بعد والده جواد، بموجب مرسوم سلطاني من سليمان باشا، من عام 1808 حتى تم استبداله بأمر من فتح علي القاجاري عام 1810، بزعم صغر سنه.[81] وقد اتخذت ذريته لقب "الطويل" كلقب عائلي، وهم معروفون باسم "الطويل" أو "الطويل نصر الله".
- أحمد بن نصر الله (توفي 1872) كان سادن ضريح العباس بعد عام 1863 وحتى ما قبل عام 1868.
- علي بن أحمد كان من القائمين على ضريح الإمام الحسين، كما كان أحد مؤسسي حزب التحالف عام 1907،[82] الذي سعى لمعارضة الحكم العثماني في العراق، وكان له دور في إسقاطه لاحقًا.
- باقر بن صالح (توفي 1886) كان داعية إسلاميًّا لعب دورًا كبيرًا في دخول العديد من أهالي تلعفر إلى التشيّع. وقد عُرف بقوة جسدية استثنائية؛ حيث يروي السيد إبراهيم الإصفهاني في كشكول السيد محمد الهندي النجفي أن "السيد باقر كان يُعرف بقوة خارقة، فكان يقف على ساق واحدة على حافة بئر، ولا يستطيع أحد أن يدفعه إلى داخله".[83]
- محمد بن سلطان (توفي 1901)، المعروف بـ"حمود"، كان رئيس تجار كربلاء في العهد العثماني قبل تأسيس غرفة التجارة. كان رجلاً ميسورًا، وامتلك شارعًا بأكمله بين الحرمين. وتزوج من آمنة ثابت، حفيدة محمد علي ثابت، عاشر سادن لضريح العباس، وابنة حفيدة دولتشاه.[84]
- حسن حمود آل نصر الله (1881–1959) كان ناشطًا ورجل أعمال ثريًا، وعضوًا في المجلس الأعلى للشؤون العسكرية أثناء ثورة العراق عام 1920. استمر في نشاطه السياسي ضمن حزب النهضة العراقي حتى تم حله في أواخر عشرينيات القرن الماضي.
- هاشم بن حسين (توفي 1959) كان شخصية اجتماعية وناشطًا سياسيًا، شارك في المقاومة ضد البريطانيين خلال ثورة 1920، وعمل مع محمد سعيد الحبوبي. لاحقًا أصبح ممثلًا للمرجع الأعلى السيد الحكيم في كربلاء، وبعد وفاته، تولى شقيقه السيد رشيد هذا الدور.[85]
- الدكتور مرتضى ناصر آل نصر الله (1922–2005) كان دكتورًا في القانون، وأستاذًا في كلية إدارة الأعمال بجامعة بغداد،[86] ومؤلفًا لكتب مرجعية في قانون الشركات.[87]
- هاشم حسن آل نصر الله (1923–1997) ترأس غرفة تجارة كربلاء لست دورات من 1959 حتى 1969.[88] أشرف على مجلة "الاقتصاد" التي صدر عددها الأول في 15 يوليو 1960،[89] وأسّس مكتبة الغرفة عام 1963.[90]
- الدكتور هادي بن إبراهيم الطويل (مواليد 1932) طبيب تخرج من كلية الطب في إسطنبول عام 1956، وتخصص في طب الأطفال والأشعة. شغل مناصب طبية رفيعة في كربلاء وبغداد، منها مستشفى الحسين، وعيادة العباس، ثم مديرًا لمستشفى الأطفال العربي ومستشفى صدام المركزي (الآن مستشفى الإسكان التعليمي للأطفال). بعد تقاعده، أدار عيادة خاصة، ثم هاجر إلى الولايات المتحدة لأسباب أمنية خلال فترة الاضطراب في العراق.[91]
- محمد حسين آل نصر الله (مواليد 1951) قاضٍ ومدعٍ عام، وشغل رئاسة محاكم الاستئناف في أربع محافظات عراقية، كما عمل مشرفًا قضائيًا عامًا. وهو حاليًا كبير عشيرة آل نصر الله.[92]
- الدكتور حسن بن علي (مواليد 1951) طبيب باطني وعميد كلية الطب في جامعة كربلاء.[93][94] أكمل دراسته الابتدائية في مدرسة الهاشمية عام 1963، والثانوية في كلية بغداد عام 1968، وتخرج من كلية الطب بجامعة بغداد عام 1974. حصل على دبلوم الطب الباطني عام 1987، ثم شهادة البورد العربي في الطب الباطني من جامعة اليرموك عام 1988. عمل طبيبًا اختصاصيًا في مستشفى الحسين منذ 1988، وتولى إدارته بين عامي 1994–1995 و2003–2005.[95]
- عبد الصاحب ناصر آل نصر الله (مواليد 1953) تولى سدنة ضريح الحسين من 1992 حتى 2003.[96] وهو أيضًا كاتب وله العديد من المؤلفات حول تاريخ كربلاء وثقافتها.
- الدكتور هاشم بن محمد الطويل (مواليد 1955) دكتور في تاريخ الفن، وأستاذ دائم ورئيس قسم دراسات تاريخ الفن في كلية هنري فورد[الإنجليزية]، ديربورن، ميشيغان. كما أنه عضو في المجلس الاستشاري لبرنامج الدراسات الثقافية العربية في الكلية منذ 2011، وعضو مجلس إدارة منتدى الفنون الإسلامية والآسيوية في معهد ديترويت للفنون منذ 2006.[97]
- عارف محمد آل نصر الله (مواليد 1958) ناشط اجتماعي[98]، يشغل منصب رئيس جمعية "الولاء والفداء والفتح"، ويشغل حاليًا منصب مدير مكتب العلاقات العامة التابع لآية الله الشيرازي في العراق.[99][100]
- الدكتور سلام بن عبد الحسين (مواليد 1981) جرّاح استشاري متخصص في أمراض الكبد والبنكرياس وزراعة الكبد في مستشفى "رويال فري"[الإنجليزية] في لندن. تخرج من كلية الطب بجامعة أوكسفورد، وقدم أبحاثًا رائدة خلال حصوله على الدكتوراه، نُشرت في مجلة الطبيعة (Nature). حصل على "ميدالية ميداوار[الإنجليزية]"، وتم اختياره كـ"نجم صاعد" من الجمعية الدولية لزراعة الكبد عام 2017. ومع أكثر من عشر سنوات من الخبرة، أجرى أكثر من 3500 عملية جراحية.[101][102]

## آل ضياء الدين
آل ضياء الدين متفرعون من ضياء الدين الفايزي. وهم يملكون أراضي في أم رميلة في شفاذة، وفي كربلاء يملكون بستان الدواى الشهير، والذي سُموا باسمه في بعض الأحيان. وفي عام 1799م أوقف يحيى البستان على ابنه ضياء الدين وذريته لصالح المرقد الحسيني. في عام 1953، اشتراه مجلس المدينة، وحُول إلى حديقة عامة. تولت العائلة رعاية مرقد العباس عدة مرات طوال القرن العشرين.

### الأعضاء البارزين
- حسين بن محمد علي (توفي سنة 1871) كان المسؤول عن مرقد العباس من سنة 1868 حتى وفاته سنة 1871.[105]
- مصطفى بن حسين (توفي سنة 1879) كان المسؤول مرقد العباس بعد وفاة والده، وحتى وفاته سنة 1879م.[105]
- مرتضى بن مصطفى (1869–1938) المسؤول مرقد العباس بعد وفاة والده، وحتى وفاته عام 1938. وعندما توفي والده كان لا يزال صغيرًا جدًّا على تولي مهمة مسؤولية المرقد، لذلك تولاها محمد مهدي طعمة حتى تم إبلاغه إلى حاكم بغداد عبد الرحمن باشا.[106] وأعاد عبد الرحمن مرتضى إلى منصبه، فور تلقيه الخبر. وأصدر فرمانًا لتثبيت منصب مرتضى، إلا أن عمه عباس ضياء الدين تولى المسؤولية، حتى بلغ مرتضى سن الرشد، إذ لم يكن قد تجاوز العاشرة من عمره.[107] مرتضى ضياء الدين (وسط اليمين) أثناء وجوده مع الملك فيصل الأول (وسط) في ضريح العباس ، 1921.

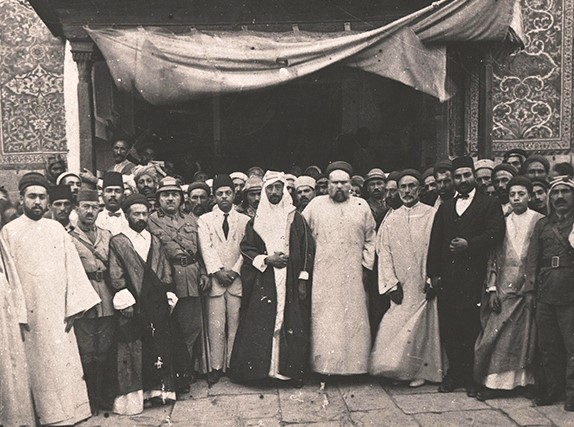
مرتضى ضياء الدين (وسط اليمين) أثناء وجوده مع الملك فيصل الأول (وسط) في ضريح العباس ، 1921.

- محمد حسن ضياء الدين (توفي 1953) كان مسؤولًا عن مرقد العباس بعد وفاة والده عام 1938.[108]
- بدر الدين بن محمد الحسن (توفي عام 1985)، المعروف أيضًا باسم بدري ، كان مسؤولًا عن مرقد العباس بعد وفاة والده عام 1953م. تقاعد من مسؤولياته في عام 1982.[109]
- كان محمد الحسين بن مهدي هو مسؤول مرقد العباس من عام 1982 حتى عام 1991.[109]
- أحمد بن عبود (توفي عام 2015) كان تاجرًا مشهورًا. افتتح عددًا من المحلات التجارية في ملك نصر الله. وهو أول من أدخل الإذاعة والتلفزيون إلى كربلاء. كان يُعرف باسم بالور لأنه كان يمتلك متجرًا كبيرًا للبلورات. وكان رئيسًا لعائلة ضياء الدين حتى وفاته.
- مصطفى بن مرتضى هو الأمين العام الحالي للعتبة العباسية منذ عام 2022.[110]
- الدكتور علاء بن أحمد (مواليد 1965) هو مدير متحف الإمام الحسين، ويشغل منصب نائب الأمين العام لعتبة الإمام الحسين منذ عام 2022.[111] حصل على درجة الدكتوراه بامتياز من جامعة بابل عام 2021 عن أطروحته حول "جماليات التكوين البانورامي"، والتي تدمج الواقع الافتراضي لتصوير أحداث كربلاء.[112]

## آل تاجر
التاجر متفرع من علي "التاجر" الفايزي. أُطلق على علي لقب التاجر ، وذلك لكثرة سفره إلى شرق آسيا للتجارة. تملك العائلة مزارع تعرف باسم أم السودان في محلة الفايز (المعروفة الآن باسم الحيابي)، والتي أوقفها حسن التاجر على أحفاده في عام 1680. "وكانت العائلة تخدم في الحرمين الحسيني والعباسي."

### الأعضاء البارزين
- كان محمد بن علي هو سركوشك مجموعة الحائري من أمناء المرقدين في أواخر القرن التاسع عشر.[114]
- علي بن محمد علي (مواليد 1962) هو رسام ومؤرخ فني. درس في كلية الفنون الجميلة بجامعة بغداد، وحصل في النهاية على درجة الماجستير في الرسم.[115] وهو الآن فنان مشهور بسلسلته الحائزة على جوائز "بابل"، والتي تدمج مشاهد من الحياة الحضرية اليومية في العراق مع شخصيات وأشياء رمزية.[116]

## آل عوج
العوج متفرع من محسن أوج الفايزي وهو متفرع من مساعد الفايزي. ولهم حصة في مقاطعة فيدان السادة في توما الثالث. كما يملكون أجزاء من المزارع المعروفة بمال الصغير في محلة الفايز والتي أوقفت سنة 1847 ومال جوعان بالقرب من محلة الفايز والتي أوقفت سنة 1853. "وكانت العائلة تخدم في الحرمين الحسيني والعباسي."

### الأعضاء البارزين
- عبد الأمير بن جواد (1958–2011) كان مؤلفًا وشاعرًا. حصل على درجة البكالوريوس في تخطيط وإدارة المشاريع، وواصل مسيرته المهنية في الكتابة والصحافة. وقد ألف العديد من الكتب، بما في ذلك الكتب الرائدة في علم الأنساب والفولكلور الإسلامي.[119] اختفى في عام 2011، وما زال مفقودًا منذ ذلك الحين.

## السيد أمين (جولوخان)
السيد أمين متفرعة من محمد أمين الفايزي، المعروف أيضًا باسم السيد أمين الفايزي. هذا الفرع يملك أراضٍ في عين التمور أوقفها محمد أمين على ذريته سنة 1703م. لدى العائلة فرمان عثماني رسمي لليوم يؤكد ذلك. "وكانت العائلة تخدم في الحرم الحسيني والعباسي." في أواخر القرن التاسع عشر، أصبحوا معروفين باسم الجلوخان الفايزي، حيث كانت هناك مساحة مفتوحة كبيرة بالقرب من المكان الذي كانوا يعيشون فيه، وفي الفارسية كانت تُسمة باسم الجلوخان (الفارسية: جلوخان). ولا يجب الخلط بينهم وبين آل جولخان المتفرعين من آل زهيق، الذين كانوا يسكنون أيضًا بالقرب من الجولخان في باب الطارق.

### الأعضاء البارزين
- كان مرتضى بن باقر رجلًا شريفًا وقائدًا. كان محاربًا مشهورًا خلال معركة منخور في عام 1826. كان قائدًا لكتيبة باب المخيم، وتمكن من إبقاء العثمانيين خارج المدينة طوال معظم المعركة.[122]
- وكان محمد بن باقر عضوًا في مجلس محافظي كربلاء من عام 1885 حتى عام 1889.[123]
- كان محمد بن محمد علي (1928-2007) رجل دين وخطيبًا مشهورًا. وهو حفيد آية الله العظمى محمد حسين الشهرستاني من جهة الأم.[124]
- كان حسن بن محمد علي (1934–2023) منتجًا مسرحيًا ومخرجًا وممثلًا.[125] بدأت مسيرته المسرحية في أربعينيات القرن العشرين، وبحلول عام 1960 أصبح رئيساً للحركة المسرحية في كربلاء.[126]